# Daihatsu Delta
Daihatsu Delta — серия мало- и среднетоннажных грузовых автомобилей, выпускавшихся компаниями Daihatsu, Toyota и Hino с 1970 по 2010 год. Все автомобили использовали компоновку «кабина над двигателем».
Обычно автомобили оснащались двигателями Toyota или Daihatsu. В Японии от названия Delta отказались в 2003 году, а на других рынках — в 2010 году.

## Dyna
С 1970 по 2003 год (за пределами Японии до 2010 года) компания Daihatsu выпускала автомобили Delta 1500/2000 на базе Toyota Dyna и Hino Dutro. Всего было выпущено 5 поколений — в 1977, 1984, 1995 и 1999 годах.

Хотя производство Delta третьего поколения было завершено в 1995 году, до 2006 года под индексом Dyna автомобили продавались в Южной Америке, Австралии и Новой Зеландии.

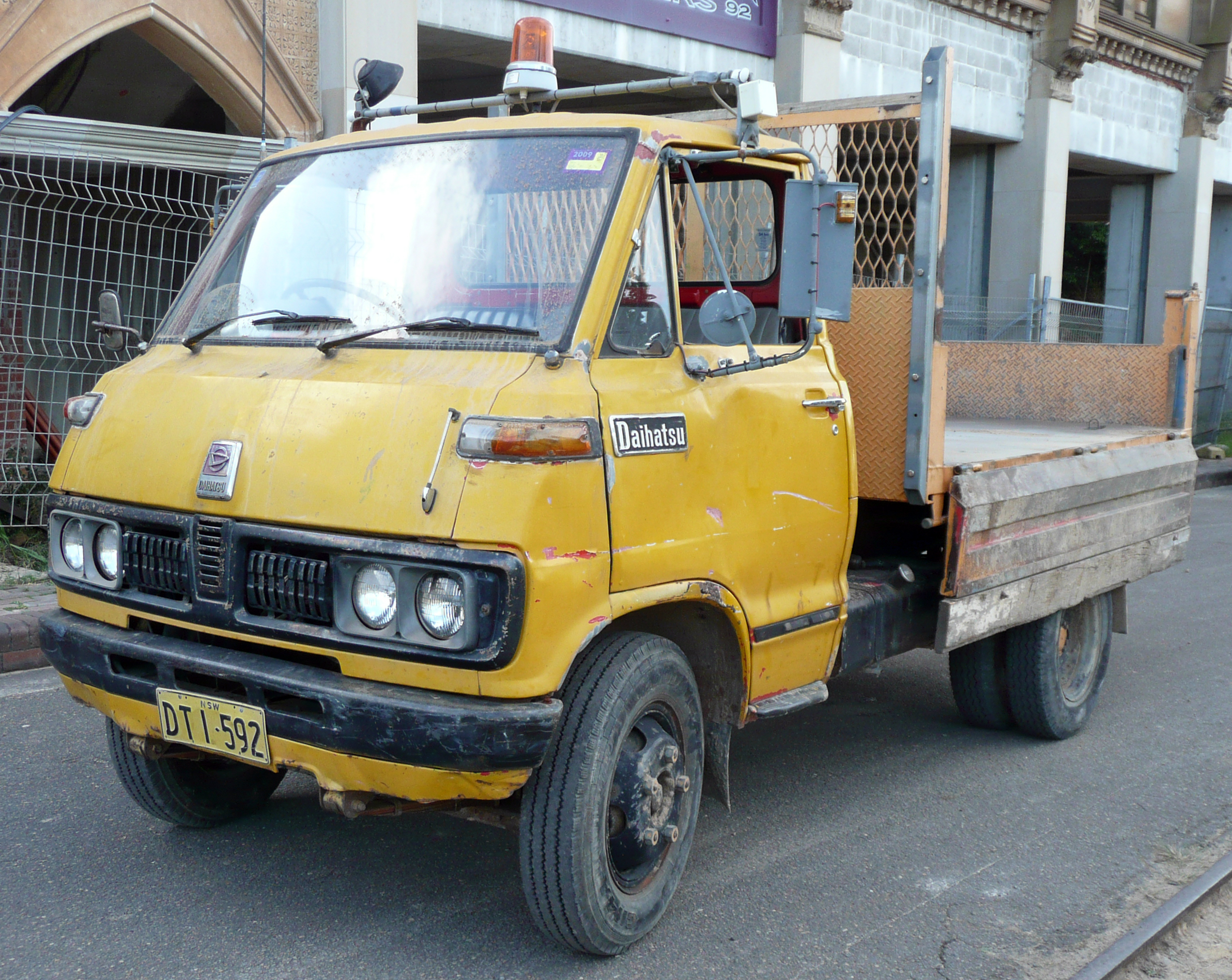
Первое поколение (1970—1977)
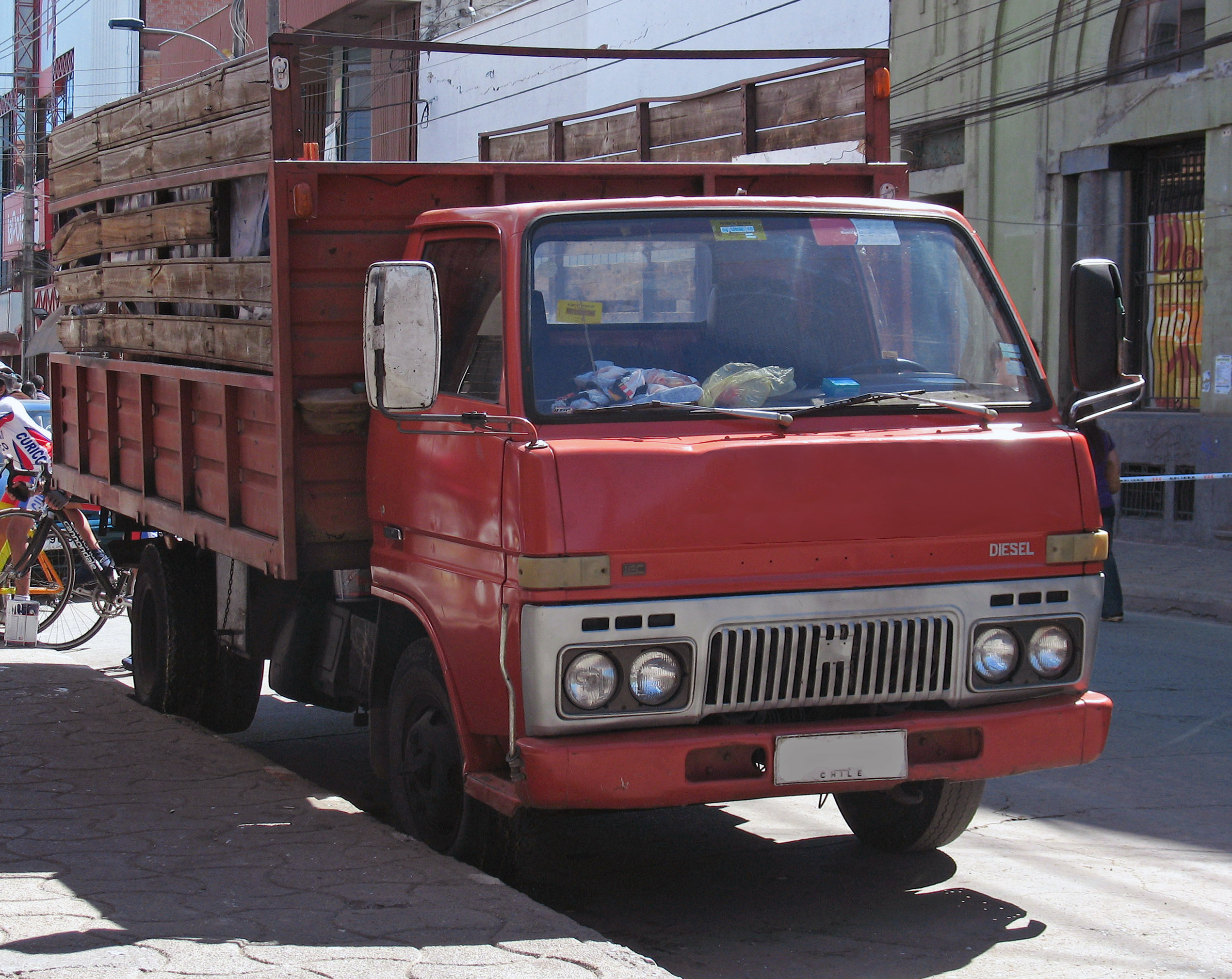
Второе поколение (1977—1983)
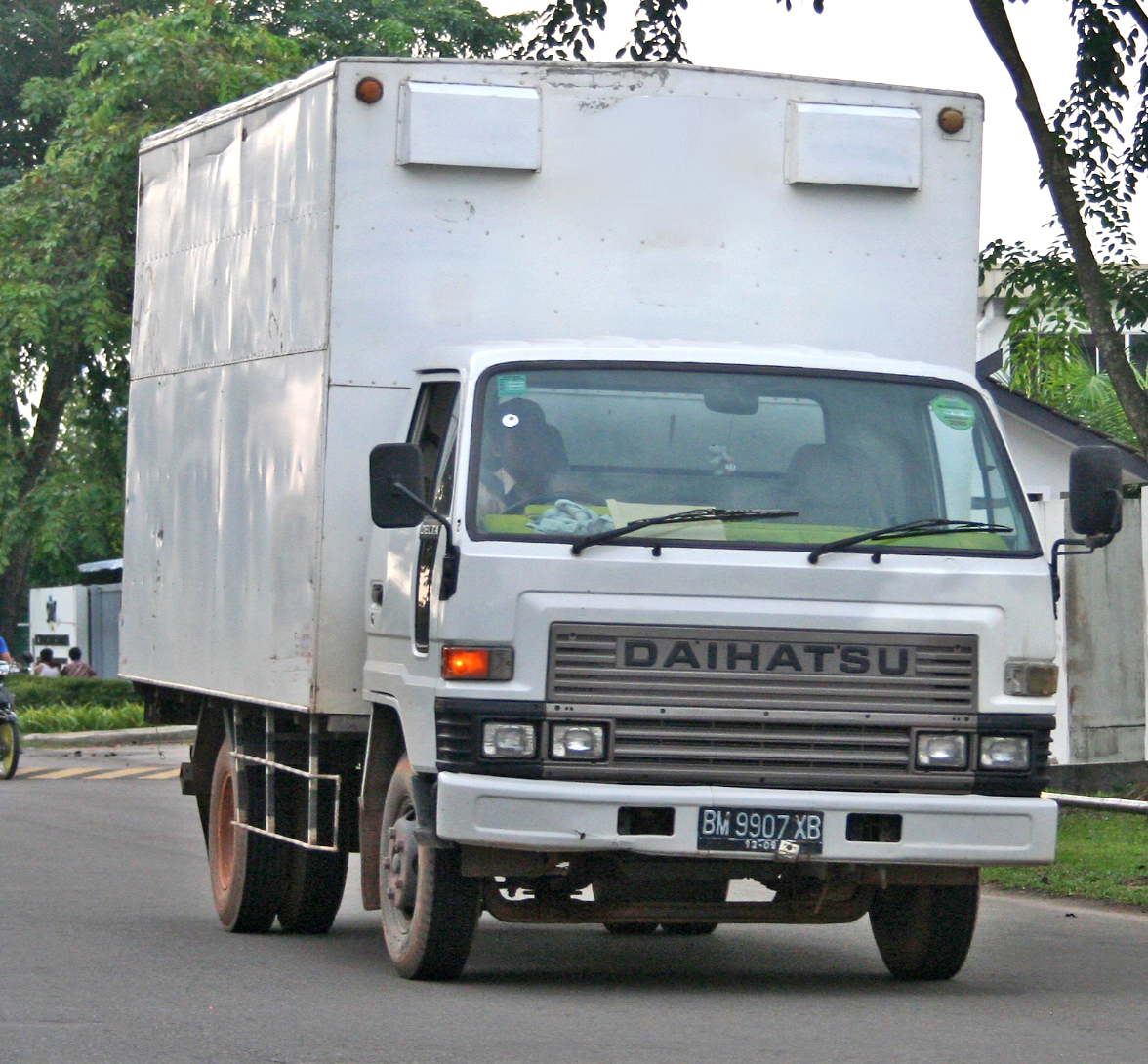
Третье поколение (1984—1995)
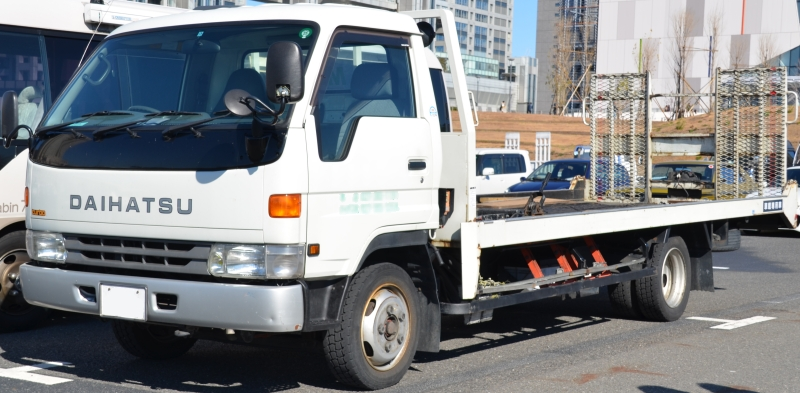
Четвёртое поколение (1995—1999)
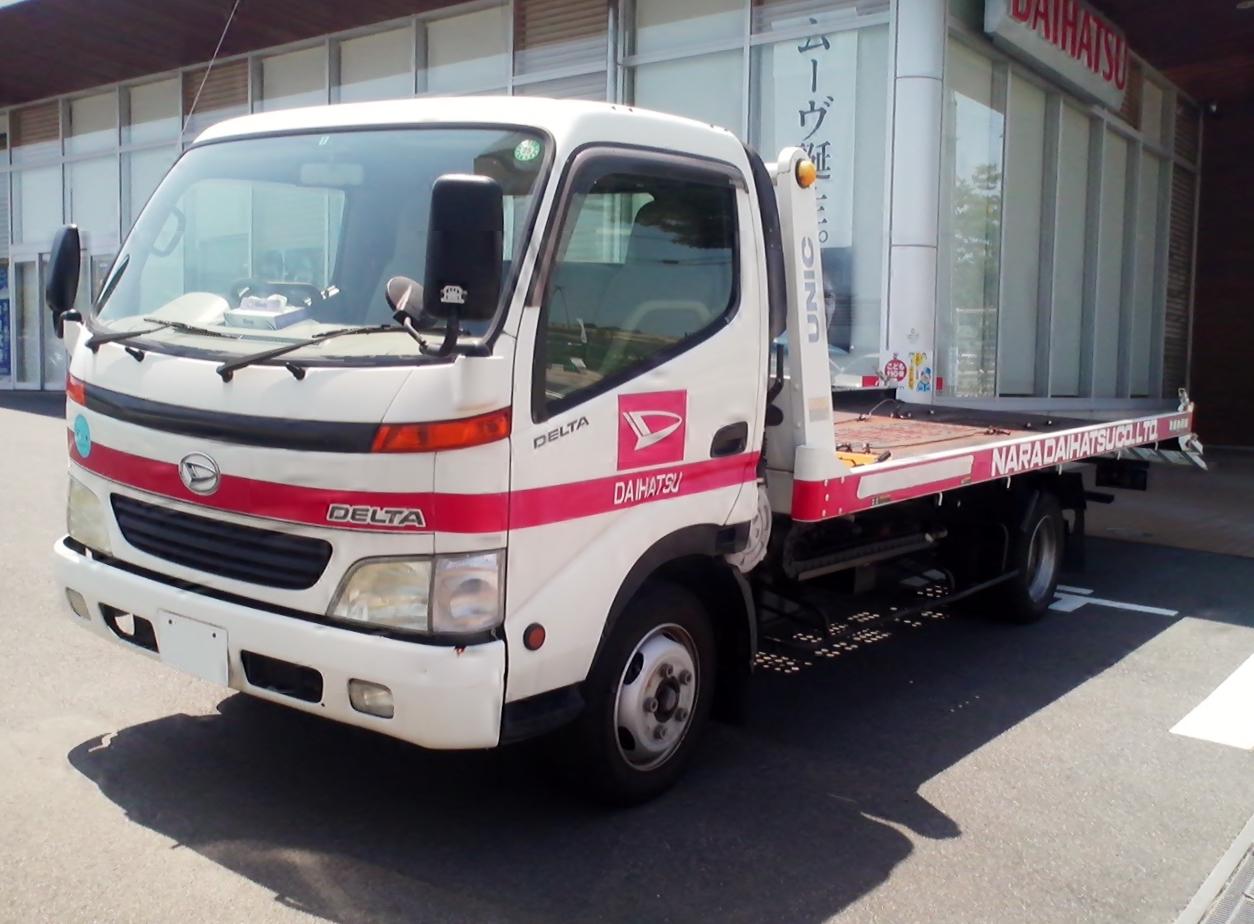
Пятое поколение (1999—2003)

## LiteAce
С марта 1971 по октябрь 1982 года компания Daihatsu выпускала автомобили Delta 750 (D10) на базе Toyota LiteAce со сменой поколения в октябре 1979 года (D20).

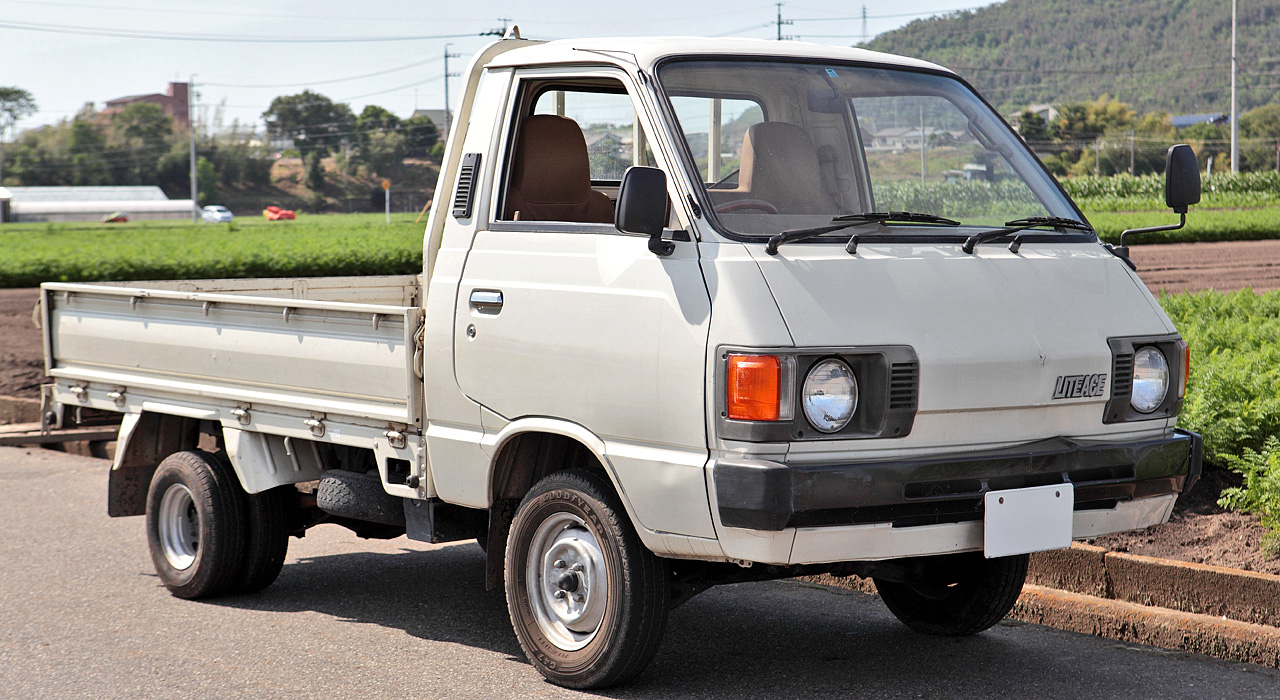
1979—1982 Delta 750 (D20)

## Town Ace
С ноября 1976 по ноябрь 2001 года компания Daihatsu выпускала автомобили Delta Wide Van/Wagon (B10) на базе Toyota Town Ace со сменой поколений в ноябре 1982 года (B20) и октябре 1996 года (R40/R50).

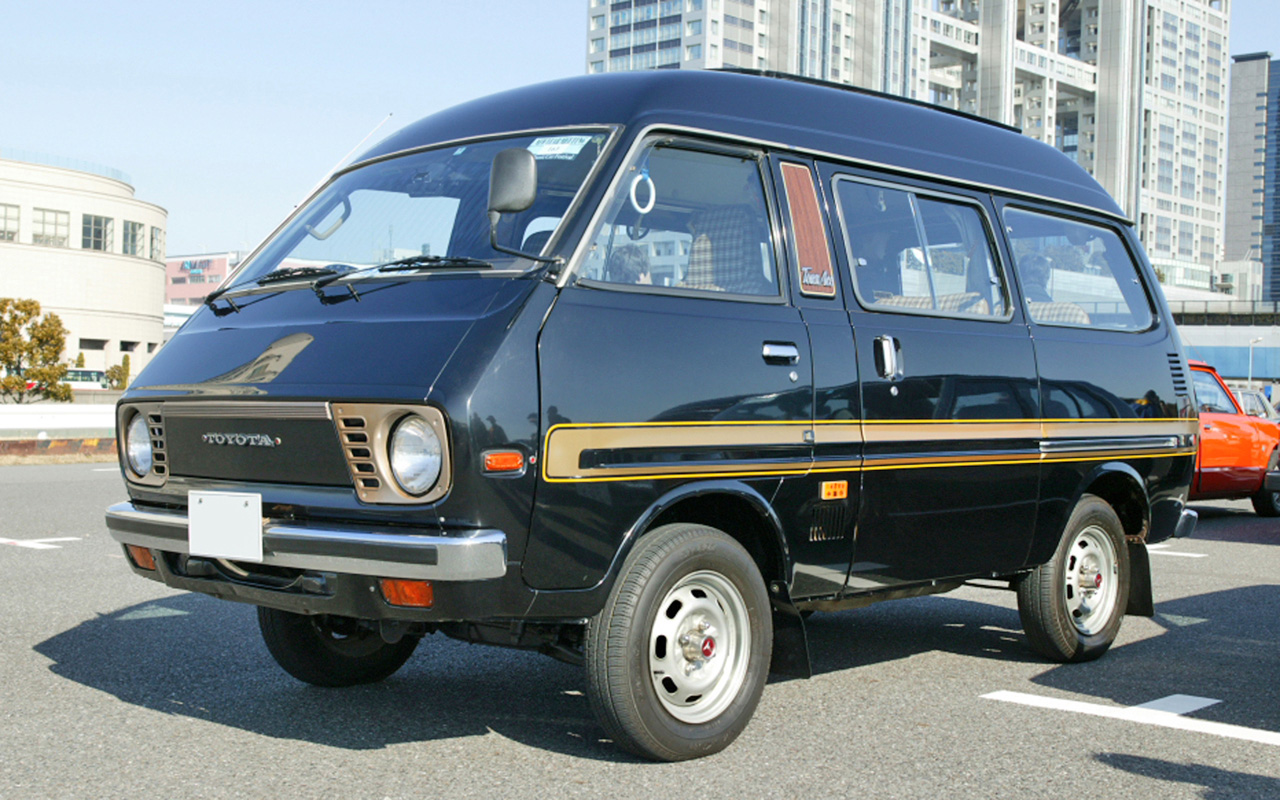
1976—1982 Delta Wide (B10)
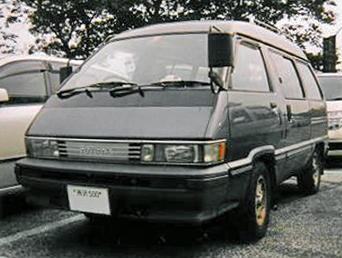
1982—1991 Delta Wide (B20)
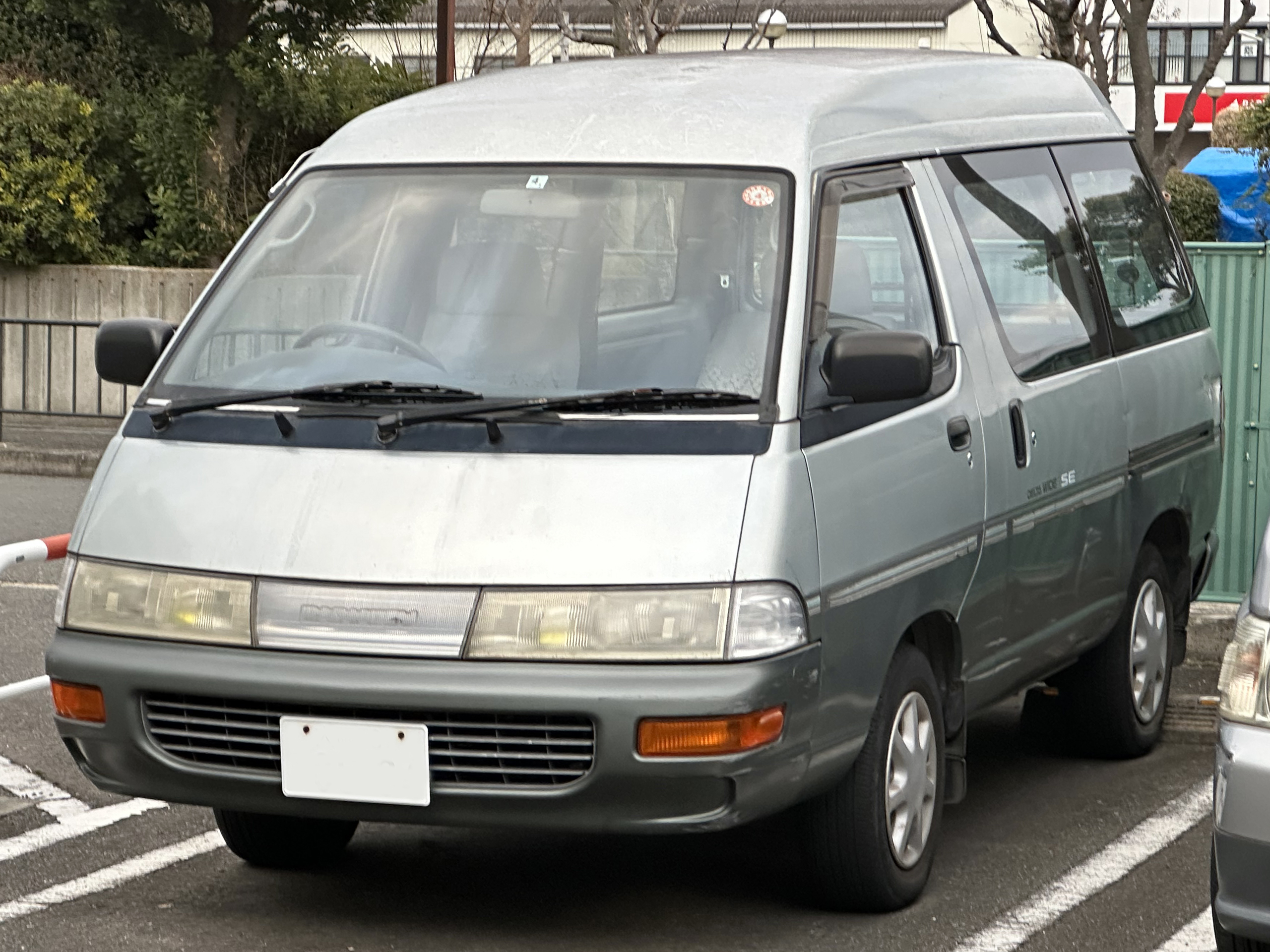
1992—1996 Delta Wide (B20/B30)
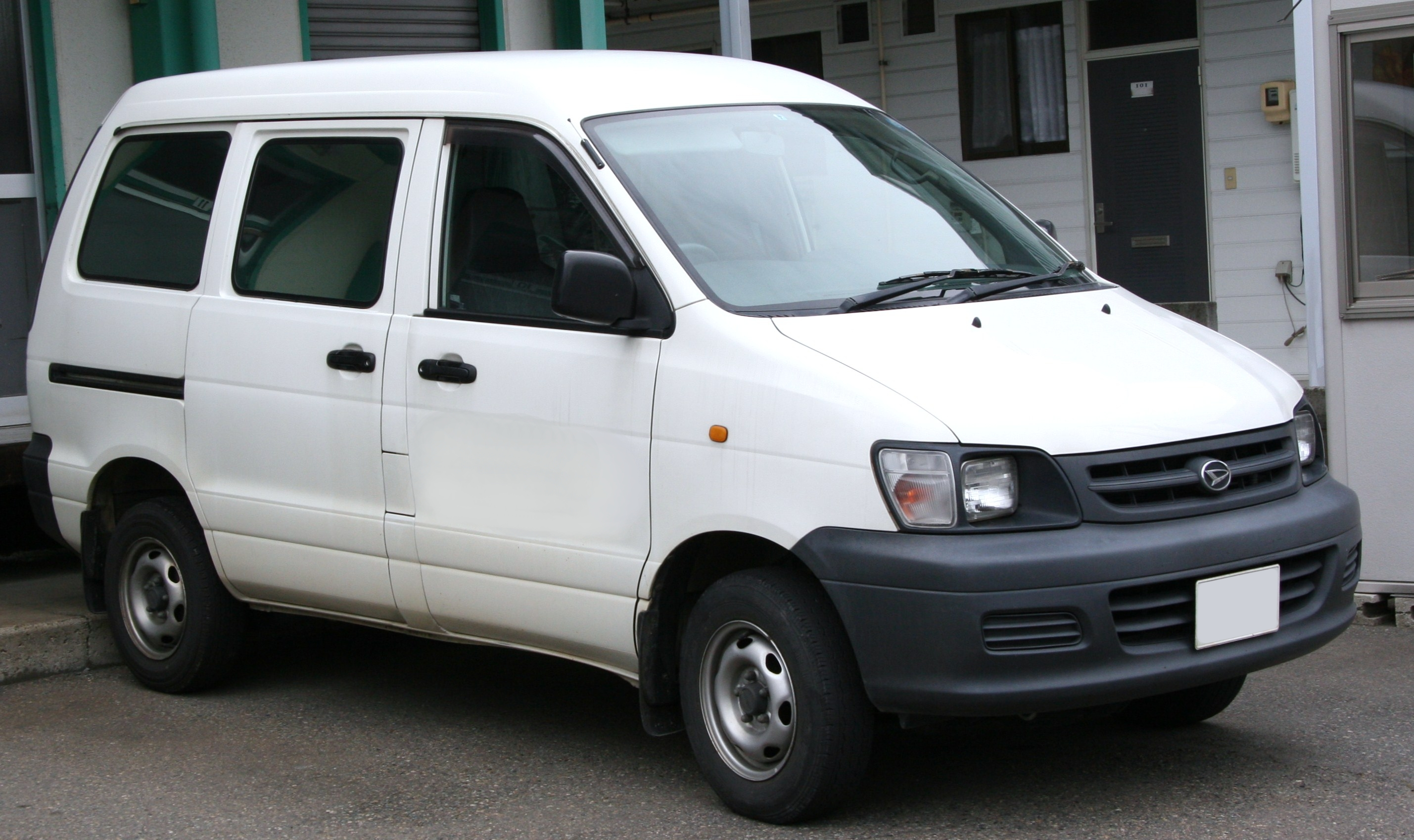
1996—2001 Delta (R40 / R50)